# Marco Valotti
Marco Valotti (13 november 1995) is een Italiaans voetballer die bij voorkeur als aanvaller speelt. Hij stroomde in 2013 door vanuit de jeugd van Brescia Calcio.

## Clubcarrière
Valotti komt uit de jeugdopleiding van Brescia Calcio. Hij debuteerde op 9 november 2013 in het eerste team hiervan, in een wedstrijd in de Serie B tegen US Avellino. Hij kwam na 63 minuten het veld in voor Vitor Saba. Brescia verloor de wedstrijd voor eigen publiek met 0-2.
Brescia verhuurde hem aan AC Renate, FC Lumezzane, AS Andria BAT en Lupa Roma FC. Na korte periodes bij Virtus Francavilla en US Catanzaro 1929 tekende Valotti in 2018 bij US Caratese.